# Fire Island (filme)
Fire Island é um filme americano de comédia romântica dirigido por Andrew Ahn e escrito e estrelado por Jowel Kim Booster. Bowen Yang e Margaret Cho também estrelam no filme, inspirado por Orgulho e Preconceito de Jane Austen, que será distribuído pela Searchlight Pictures e lançado no Hulu em 3 de junho de 2022.

## Sinopse
Dois melhores amigos vão passar as férias em Fire Island, o famoso destino de fuga gay na costa sul de Long Island, acompanhado por um rosé barato e um pequeno grupo de amigos ecléticos.

## Elenco
- Joel Kim Booster como Noah
- Bowen Yang como Howie
- Margaret Cho como Erin
- Conrad Ricamora como Will
- James Scully como Charlie
- Matt Rogers como Luke
- Tomás Matos como Keegan
- Torian Miller como Max
- Nick Adams como Cooper
- Zane Phillips como Dex
- Michael Gracefa como Rhys
- Aidan Wharton como Braden
- John Roberts como Pat
- Peter Smith como Moses
- Bradley Gibson como Johnny

## Produção
Em 25 de setembro de 2019, foi anunciado que a agora extinta rede de televisão via streaming Quibi estava desenvolvendo uma série de comédia intitulada Trip, estrelada, criada e escrita por Joel Kim Booster. O projeto recebeu um pedido de série em 11 de março de 2020, com a Jax Media definida para produzir. Em 15 de abril de 2020, Bowen Yang foi escalado para o papel principal. Booster e Yang, que são ambos comediantes asiáticos gays e amigos "que mudam a vida", foram escolhidos para interpretar versões fictícias de si mesmos. Além disso, o cineasta de Closet Monster, Stephen Dunn, foi contratado para dirigir a série. No entanto, o projeto foi interrompido após o fechamento da Quibi em 1º de dezembro de 2020.
Em 30 de junho de 2021, foi anunciado que a Searchlight Pictures havia comprado o roteiro de Booster para produzi-lo como um longa-metragem renomeado Fire Island. O diretor de Spa Night, Andrew Ahn, substituiu Dunn como diretor. No mês seguinte, Margaret Cho se juntou ao elenco do filme. Conrad Ricamora, James Scully, Matt Rogers, Tomas Matos, Torian Miller e Nick Adams foram adicionados ao filme em agosto de 2021, com Zane Phillips, Michael Graceffa, Aidan Wharton, Peter Smith e Bradley Gibson se juntando ao elenco. A fotografia principal começou em 12 de agosto de 2021 e estava programada para durar até setembro de 2021, com as filmagens ocorrendo em Nova York, Brooklyn e Fire Island, o local referenciado no título do filme.

## Lançamento
O filme está programado para ser lançado nos Estados Unidos através do Hulu em 3 de junho de 2022, no Disney+ através do hub Star em territórios internacionais, e no Star+ na América Latina.